# Idaea algeriaca
Idaea algeriaca är en fjärilsart som beskrevs av Culot 1917. Idaea algeriaca ingår i släktet Idaea och familjen mätare. Inga underarter finns listade i Catalogue of Life.